# Dusona schikotani
Dusona schikotani är en stekelart som beskrevs av Hinz 1994. Dusona schikotani ingår i släktet Dusona och familjen brokparasitsteklar. Inga underarter finns listade i Catalogue of Life.